# Siphocampylus ayersiae
Siphocampylus ayersiae är en klockväxtart som beskrevs av Thomas G. Lammers. Siphocampylus ayersiae ingår i släktet Siphocampylus och familjen klockväxter.
Artens utbredningsområde är Bolivia. Inga underarter finns listade i Catalogue of Life.